# ثعلب‌واران
ثعلب‌واران (نام علمی: Orchidoideae) نام یک زیرخانواده از تیره ثعلبیان است.